# Травси
Травсите (при Херодот —- Trausoi, при Тит Ливий —- Thrausi) са тракийско племе. Локализацията на племето е спорна, но ги локализират най-вече в областта между долното течение на Хеброс и Източните Родопи, като се смята, че най-вероятно са населявали долината на р. Трауос (Травус, дн. Сушица, Гюмюрджинско). Тит Ливий ги споменава във връзка с областта Темпира на запад от долното течение на Хеброс, където те се опитват да устроят засада на войската на Гней Манлий Вулзон, завръщаща се от поход в Мала Азия. Александър Фол счита локализацията им за трудно възможна и не приема предположението, че са обитавали Родопите.
Херодот пише за травсите:
| „ | ...траусите, които във всичко друго изпълняват същото, каквото и останалите траки, постъпват по следния начин, когато някой се ражда или умира: близките сядат около новороденото и го оплакват за това колко беди трябва да изстрада, след като се е родило, и изброяват всички човешки страдания; а умрелия погребват сред игри и веселия, като казват за него, че след като се е оттървал от толкова беди, се намира в пълно щастие“ (История, 5.4) | “ |

Името Травси може да е производно от името на реката Трауос (Trauos). Други мнения свързват произхода на името „травси“ с „най-старото название на траките“ и с етимологията на Троя/трояни.